# Гипотеза неолитической креолизации
Гипо́теза неолити́ческой креолиза́ции, которую впервые выдвинул британский археолог чешского происхождения Марек Звелебил в 1995 году, касается вопроса индоевропейской прародины. Данная гипотеза рассматривает Северную Европу эпохи неолита как своеобразный плавильный котёл культур пришельцев — неолитических земледельцев с коренными мезолитическими охотниками и собирателями, в результате чего возникли индоевропейские языки.

## Содержание
Данная гипотеза рассматривает лингвистическое и культурное влияние неолитических земледельцев как намного более существенное, чем влияние их генов. По мнению М. Звелебила, лингвистическое влияние автохтонных охотников и собирателей оказалось более сильным, тогда как другие археологи, такие, как Марек Новак, скорее высказываются в поддержку анатолийской гипотезы К. Ренфрю, согласно которой ведущая лингвистическая роль приписывается пришлым земледельцам.
Изучение изотопа стронция по раскопкам поселений неолитических земледельцев на юго-западе Германии показало, что первые земледельцы культуры линейно-ленточной керамики брали себе в жёны женщин с достаточно обширной территории, в том числе и у своих соседей, мезолитических охотников и собирателей. Появление мезолитических мотивов на первых изделиях керамики культуры воронковидных кубков, как и других элементов материальной культуры, также свидетельствует в пользу этого вывода.
Согласно гипотезе указанные смешанные браки представителей разных культур привели к распаду социальной и культовой структуры раннеземледельческих культур линейно-ленточной керамики и Лендьель и последующему развитию нового общества, основанном на земледельческом натуральном хозяйстве, археологически идентифицированного как культура воронковидных кубков, в результате сочетания культурных традиций раннего натурального и земледельческого хозяйства вследствие креолизации. На Польской равнине указанная традиция существовала на протяжении 2,5 тыс. лет в период с 4400 по 1800 год до н. э., пока последние общины охотников-собирателей не были поглощены горизонтом шаровидных амфор и шнуровой керамики, что создало культурную структуру, более близкую для местного мезолитического охотничье-собирательского населения, со смешением мезолитических и неолитических традиций. Культурное разнообразие горизонта культуры воронковидных кубков и более поздних культур шаровидных амфор и шнуровой керамики, как предполагается, было частично обусловлено указанным процессом.
Некоторые антропологические данные могут свидетельствовать в пользу «окультуривания» местных земледельческих общин пришлыми скотоводами. Исследования выявили низкие палеодемографические показатели у земледельцев культуры линейно-ленточной керамики и культуры шнуровой керамики. Наибольшие значения соответствуют скотоводческим популяциям культуры шнуровой керамики.
Гипотеза, которую выдвинул Фредерик Кортландт, учитывает типологическое сходство между праиндоевропейским и западно- и северокавказскими языками. Предполагая, что данное сходство могло быть обусловлено ареальными факторами, Кортландт рассматривает индоевропейские языки как ветвь урало-алтайских, которая претерпела трансформацию под влиянием кавказского субстрата. В гипотезе Кортландта многое спорно; в частности, гипотеза урало-алтайского родства в настоящее время отвергается большинством специалистов. К сходным выводам приходит Петер Схрейвер, который пишет о влиянии на протоиндоевропейский язык неких языков со сложной глагольной структурой, как в современных кавказских языках, которые он связывает с культурой линейно-ленточной керамики.

## Связь с другими гипотезами
Гипотеза догерманского субстрата, выдвинутая в 1930-е годы лингвистом З. Файстом, в значительной мере совпадает по своим положениям с гипотезой неолитической креолизации. Сторонники гипотезы предполагают, что ряд особенностей германских языков, не свойственных индоевропейским языкам, объясняются тем, что прагерманский язык был по своей природе креольским, то есть результатом наложения индоевропейского и доиндоевропейского языковых слоёв.